# Louis de Cormontaigne
Louis de Cormontaigne (1695/1696 Štrasburk – 20. října 1752 Mety) byl francouzský brigádní generál a vojenský inženýr

## Životopis
Narodil se ve Štrasburku. Již v roce 1713 v závěru Války o španělské dědictví vstoupil do Francouzské královské armády. Zúčastnil se obléhání pevností Landau a Freiburg im Breisgau. O dva roky později mu byl s ohledem na jeho zásluhy a dosavadní znalosti umožněn vstup do královského inženýrského sboru. Přidělen byl do svého rodného Štrasburku. Roku 1728 dosáhl hodnosti poručíka a byl převelen do pevnosti Mety, kde řídil výstavbu dvojitých korunních hradeb Bellecroix a Moselle. O rok později se dočkal povýšení na kapitána.
Další bojové zkušenosti Cormontaigne získal za Válek o polské dědictví během obléhání pevností Philippsburg a Trarbach, kde byl povýšen na podplukovníka. Roku 1738 byl jmenován do funkce vrchního inženýra. Další kariérní vzestup Cormontaigne zaznamenal za Válek o rakouské dědictví, kdy řídil obléhání pevností Menim, Ypry, Knocke, Fournes, Freiburg im Breisgau a Tournai. Tehdy povýšil do hodnosti brigádního generála. Po válce se vrátil do Met, kde zastával úřad velkého táborového maršála a opevňovacího ředitele pohraničních měst podél Mosely, tj. Thionville, Bitche, Longwy a Verdun. V Metách také Louis de Cormontaigne zemřel. Pochován byl tamtéž v kostele sv. Gengoulfa, než byl chrám popleněn během revolučních bouří (1791). Zachoval se však Cormontaigneův dům.

## Význam
Cormontaigne patří mezi nejvýznamnější pokračovatele markýze de Vauban. Jeho úpravy se týkaly tzv. prvního a třetího Vaubanova systému. Tyto modifikace se v odborné literatuře označují jako první a druhý Cormontaigneův systém. V praxi byl uplatněn první z nich.
Cormontaignovy úpravy spočívaly především ve zvětšení velikosti bastionů natolik, aby byly s to buď pojmout samostatné pevnůstky kavalírů s kasematovými prostory, nebo retranchementy v hrdlech bastionů. Obojí umožňovalo se obraně udržet i po dobytí povrchu bastionu. Cormontaigne rovněž nechal z téhož důvodu zvětšit raveliny, aby se do nich vešly reduity obehnané příkopem, avšak na rozdíl od Vaubana ponechal ravelinům trojúhelníkový půdorys, aby jejich křídla při pohledu od nepřítele dostatečně překrývala mezeru mezi objektem kleští (tenaille) a bokem bastionu. Cormontaigne rovněž důsledně uplatňoval rozčlenění kryté cesty na kratší úseky, a to pomocí traverz, někdy opatřených klenutými průchody. Obranu shromaždišť zakládaných v zalomeních kryté cesty nechal posílit lunetami.
Tyto úpravy Cormontaigne realizoval při úpravách opevnění Met nebo Thionville. Na jeho odkaz interpretovaný Mézièrskou školou v českém prostředí navázal inženýr Querlonde při projektování pevnosti Josefov.